# Міграційна інсерція
Міграційна інсерція (рос. миграционное внедрение, англ. migratory insertion) — 
- 1. У неорганічній хімії — один з типів реакції комплексних сполук, який за правилами підрахунку електронів належить до групи (18→18), де числа в дужках показують суму незв'язаних електронів на атомі металу М та електронів на метал-лігандних зв'язках до і після реакції. Загальне рівняння: MX5Y + Z →MX4(XY)Z, де М — центральний іон металу, а X, Y — ліганди в комплексі-реактанті, X, Z, XY — ліганди в комплексі-продукті.

- 2. В органічній хімії — поєднання міграції та інсерції, що притаманне металоорганічним сполукам.

R-M-CO →R-CO-M